# 3-я улица Марьиной Рощи
3-я улица Ма́рьиной Ро́щи — улица на севере Москвы в районе Марьина Роща Северо-Восточного административного округа, между 1-м и 6-м проездом Марьиной Рощи. Названа по местности Марьина Роща, находившейся вблизи деревни Марьино (на месте нынешней Калибровской улицы).

## Расположение
Проходит с юга на север, начинаясь от 1-го проезда Марьиной Рощи параллельно 2-й и 4-й улице Марьиной Рощи, пересекает с 1-го по 6-й проезды Марьиной Рощи и заканчивается также, как и 2-я улица Марьиной Рощи, около железнодорожных линий Алексеевской соединительной линии (перегон Станколит—Ржевская) и Рижского направления (перегон Москва-Рижская—Дмитровская).

## Учреждения и организации
- Дом 6, корпус 2 — ЖКС СВАО Марьина Роща «Импала»
- Дом 4, корпус 3 — Мосэнергосбыт Северо-восточное городское отд. по сбыту электроэнергии юридическим лицам